# باشگاه فوتبال اینچئون یونایتد
اینچئون یونایتد  (به کره‌ای: 인천 유나이티드 FC) یک باشگاه فوتبال در شهر اینچئون در کشور کره جنوبی می‌باشد که در کی لیگ بازی می‌کند.
این باشگاه در سال ۲۰۰۳ تأسیس شده‌است.